# 3798 de Jager
3798 de Jager è un asteroide della fascia principale. Scoperto nel 1977, presenta un'orbita caratterizzata da un semiasse maggiore pari a 2,1682494 UA e da un'eccentricità di 0,0767213, inclinata di 2,43115° rispetto all'eclittica.